# Mats Magnusson
Mats Ture Magnusson (ur. 10 lipca 1963 w Helsingborgu) – szwedzki piłkarz występujący na pozycji napastnika. Karierę zakończył w 1994 roku.

## Kariera klubowa
Magnusson profesjonalną karierę rozpoczynał w 1981 roku w Malmö FF. W debiutanckim sezonie rozegrał tam jedno spotkanie w Allsvenskan. W ciągu kolejnych dwóch lat w lidze zagrał pięć razy. W pierwszej jedenastce ekipy z Malmö Stadion zaczął regularnie grywać od 1984 roku. Wystąpił wtedy w dwudziestu meczach i strzelił trzynaście goli. Z klubem wywalczył również Puchar Szwecji. Rok później grali w Pucharze Zdobywców Pucharów, z którego zostali wyeliminowani w pierwszej rundzie, po porażce w dwumeczu z Dynamem Drezno. W 1985 wraz z zespołem został mistrzem Szwecji.
Po tym sukcesie odszedł do szwajcarskiego Servette FC. W Swiss Super League rozegrał 22 spotkania i zdobył 14 bramek. Na koniec sezonu jego drużyna zajęła dziewiątą pozycję w lidze. Wtedy Magnusson postanowił powrócić do Malmö. W ciągu kolejnych dwóch lat gry dla tego klubu, dwukrotnie sięgnął z nim po mistrzostwo kraju, a także raz po Puchar tego kraju.
W 1987 roku podpisał kontrakt z portugalską SL Benficą. Już w pierwszym sezonie gry dla tego klubu, został zwycięzcą Pucharu Portugalii, a także dotarł z nim do finału Pucharu Europy, który przegrali w rzutach karnych z PSV Eindhoven. Rok później zdobył mistrzostwo Portugalii. W 1990 wygrał klasyfikację strzelców ligi portugalskiej, z 33 golami na koncie w 32 meczach. Został także finalistą Pucharu Europy, w którym jego drużyna uległa włoskiemu Milanowi 0-1. Na koniec sezonu 1990/91 wygrał rozgrywki ligowe w Portugalii. Był to jednak ostatni sukces odniesiony przez niego z Benficą.
W 1992 powrócił do Szwecji, gdzie związał się kontraktem z Helsingborgsem IF. W barwach tego klubu był czołowym strzelcem ligi szwedzkiej.
W 1994 roku z powodu przewlekłej kontuzji, został zmuszony do przedwczesnego zakończenia kariery.
| Sezon   | Klub            | Kraj       | Rozgrywki             | Mecze | Bramki |
| ------- | --------------- | ---------- | --------------------- | ----- | ------ |
| 1981    | Malmö FF        | Szwecja    | Allsvenskan           | 1     | 0      |
| 1982    | Malmö FF        | Szwecja    | Allsvenskan           | 4     | 0      |
| 1983    | Malmö FF        | Szwecja    | Allsvenskan           | 1     | 0      |
| 1984    | Malmö FF        | Szwecja    | Allsvenskan           | 20    | 13     |
| 1985    | Malmö FF        | Szwecja    | Allsvenskan           | 12    | 7      |
| 1985/86 | Servette FC     | Szwajcaria | Axpo Super League     | 22    | 14     |
| 1986    | Malmö FF        | Szwecja    | Allsvenskan           | 8     | 2      |
| 1987    | Malmö FF        | Szwecja    | Allsvenskan           | 17    | 12     |
| 1987/88 | SL Benfica      | Portugalia | Portugalska Superliga | 26    | 13     |
| 1988/89 | SL Benfica      | Portugalia | Portugalska Superliga | 27    | 6      |
| 1989/90 | SL Benfica      | Portugalia | Portugalska Superliga | 32    | 33     |
| 1990/91 | SL Benfica      | Portugalia | Portugalska Superliga | 14    | 3      |
| 1991/92 | SL Benfica      | Portugalia | Portugalska Superliga | 22    | 9      |
| 1992    | Helsingborgs IF | Szwecja    | Allsvenskan           | 22    | 19     |
| 1993    | Helsingborgs IF | Szwecja    | Allsvenskan           | 25    | 8      |

## Kariera reprezentacyjna
Magnusson jest byłym reprezentantem Szwecji. W jej barwach rozegrał 30 spotkań i zdobył 12 bramek. Był uczestnikiem Mistrzostw Świata w 1990 roku, z którymi Szwedzi pożegnali się na fazie grupowej.